# 岳阳市人民政府
29°21′44″N 113°08′07″E / 29.362106°N 113.135249°E
岳阳市人民政府（简称岳阳市政府）是中华人民共和国湖南省岳阳市的行政管理机关。

## 历史
1960年，湖南省人民政府析岳阳县设立岳阳市（县级），并相应地成立岳陽市人民委員會，段志霖出任市长。1962年撤消，仍划归岳阳县。
1964年，湖南省人民政府又从湘潭专区划出岳阳、平江县、临湘县、湘阴县及益阳专区的华容县设立岳阳专区，并成立岳阳专区专员公署。文化大革命期间的1970年，岳阳专区改称岳阳地区，岳阳地区革命委員會仍驻岳阳县。1975年，恢复岳阳市，属岳阳地区。1979年，革命委员会改制为岳陽地區行政公署。1983年2月，岳阳市升为地级市，由省直辖，并成立岳阳市人民政府。

## 职权
根据《中华人民共和国地方各级人民代表大会和地方各级人民政府组织法》第五十九条，衡阳市人民政府依法行使下列职权：
1. 执行本级人民代表大会及其常务委员会的决议，以及上级国家行政机关的决定和命令，规定行政措施，发布决定和命令；
2. 领导所属各工作部门和下级人民政府的工作；
3. 改变或者撤销所属各工作部门的不适当的命令、指示和下级人民政府的不适当的决定、命令；
4. 依照法律的规定任免、培训、考核和奖惩国家行政机关工作人员；
5. 执行国民经济和社会发展计划、预算，管理本行政区域内的经济、教育、科学、文化、卫生、体育事业、环境和资源保护、城乡建设事业和财政、民政、公安、民族事务、司法行政、监察、计划生育等行政工作；
6. 保护社会主义的全民所有的财产和劳动群众集体所有的财产，保护公民私人所有的合法财产，维护社会秩序，保障公民的人身权利、民主权利和其他权利；
7. 保护各种经济组织的合法权益；
8. 保障少数民族的权利和尊重少数民族的风俗习惯，帮助本行政区域内各少数民族聚居的地方依照宪法和法律实行区域自治，帮助各少数民族发展政治、经济和文化的建设事业；
9. 保障宪法和法律赋予妇女的男女平等、同工同酬和婚姻自由等各项权利；
10. 办理上级国家行政机关交办的其他事项。

## 历任市长
| 姓名   | 就任日期   | 卸任日期   | 备注 |
| ------ | ---------- | ---------- | ---- |
| 陈邦柱 | 1983年8月  | 1984年9月  |      |
| 谭照华 | 1986年2月  | 1990年8月  |      |
| 欧阳松 | 1990年8月  | 1994年9月  |      |
| 黄甲喜 | 1994年9月  | 1997年12月 |      |
| 周昌贡 | 1997年12月 | 2000年1月  |      |
| 罗碧升 | 2000年1月  | 2006年9月  |      |
| 黄兰香 | 2006年9月  | 2011年12月 |      |
| 盛荣华 | 2011年12月 | 2015年5月  |      |
| 刘和生 | 2015年6月  | 2018年2月  |      |
| 李爱武 | 2018年2月  | 2022年4月  |      |
| 李挚   | 2022年4月  |            |      |